# Ryžoviště
Ryžoviště (németül: 1947-ig Brunzeif, majd Braunseifen) település Csehországban, a Bruntáli járásban. Ryžoviště Lomnice, Rýmařov, Huzová, Dětřichov nad Bystřicí, Břidličná és Jiříkov településekkel határos. Lakosainak száma 587 fő (2024. január 1.).

## Népesség
A település lakosságának változását az alábbi diagram mutatja:
| Lakosok száma | 2714 | 2563 | 1680 | 739  | 821  | 679  | 593  | 599  | 601  | 587  |
|               | 1869 | 1890 | 1921 | 1950 | 1980 | 2001 | 2017 | 2019 | 2022 | 2024 |